# 30 North LaSalle
30 North LaSalle is een wolkenkrabber in Chicago, Verenigde Staten. Het gebouw staat op 30 North LaSalle Street. De bouw van het kantoorgebouw begon in 1974 en werd in 1975 voltooid.

## Ontwerp
30 North LaSalle is 168,56 meter hoog en telt 44 verdiepingen. Het is door Thomas E. Stanley in modernistische stijl ontworpen en heeft een granieten gevel.
Het kantoorgebouw heeft een oppervlakte van 86.072 vierkante meter en stond op de plek waar voorheen het Chicago Stock Exchange Building stond. In 1986 werd het gebouw voor $ 3.000.000 gerenoveerd door Vickery, Ovresat, Awsumb & Associates.